# Альошин Іван Іванович
Іван Іванович Альошин (рос. Иван Иванович Алёшин; 27 липня 1901, Івановка, — 27 листопада 1944, Руська Гута) — радянський партійний діяч; член Президії Верховної Ради МРСР; депутат Верховної Ради Молдавської РСР 1-го скликання. Член ЦК КП(б) Молдавії в 1941—1944 роках. В роки німецько-радянської війна один з організаторів і керівників підпільного партизанського руху в Молдові.

## Біографія
Народився 27 липня 1901 року в селі Івановці (нині Базарно-Карабулацького району Саратовської області) в селянській родині. З 1917 по 1919 рік працював у господарстві діда. З 1919 по 1922 рік — переписувач волосного військкомату; відповідальний секретар Саратовського повітового комітету комсомолу. Член РКП(б) з 1920 року.
У 1922—1933 роках на партійно-політичній роботі в Червоній армії: курсант військово-політичної школи РСЧА в Самарі, політрук штабу роти, секретар партбюро полку, інструктор політвідділу 5-го стрілецького корпусу в місті Бобруйську Білоруської РСР. У 1933—1937 роках — начальник політвідділу Рашковської машинно-тракторної станції (МТС) у Кам'янському районі Молдавської АРСР; у 1937—1938 роках — секретар Кам'янського районного комітету КП(б)У, секретар Котовського районного комітету КП(б)У Молдавської АРСР. У 1938 році був у резерві ЦК ВКП(б). З грудня 1938 року працював в апараті Молдавського обкому КП(б)У, потім в ЦК КП(б) Молдавії: заступник завідувача відділу пропаганди; завідувач військового відділу. Член ЦК КП(б)М (обраний на першому з'їзді КП(б)М). 23 квітня 1941 року на пленумі ЦК КП(б)М обраний секретарем ЦК КП(б) Молдавії з промисловості і членом Бюро ЦК.
З перших днів німецько-радянської війна брав участь в організації партизанської боротьби молдавського народу. З кінця 1942 року очолював Молдавський відділ Українського штабу партизанського руху. Під його керівництвом були підготовлені і перекинуті в тил ворога п'ять груп організаторів молдавських партизанських загонів, з яких пізніше були створені два молдавські партизанські з'єднання. У травні 1943 року Бюро ЦК КП(б)М призначило Івана Альошина уповноваженим по керівництву підпільними парторганізаціями і партизанським рухом на території МРСР. Одночасно, до жовтня 1943 року, був комісаром 1-го Молдавського партизанського з'єднання. Нагороджений орденом Леніна.

Могила Івана Альошина

Загинув в бою 27 листопада 1944 року в селі Руській Гуті Шумського району Тернопільської області. Похований в Києві на Лук'янівському цвинтарі (ділянка № 9А, ряд № 7, місце № 13).

## Вшанування
Одна з вулиць Кишинева була названа його ім'ям. Після розпаду СРСР вона була перейменована і зараз називається «Богдан Воєвод» на честь засновника Молдавського князівства.

## У мистецтві
У 1967 році живописний портрет Івана Альошина написав молдавський художник Георгій Жанков.